# SN 2009ck
SN 2009ck – supernowa typu Ia odkryta 21 marca 2009 roku w galaktyce A092215+4544. W momencie odkrycia miała maksymalną jasność 19,50m.